# Henri Quersin
Henri Louis Rémi Alexandre Théophile Quersin (* 26. Juni 1863 in Esnes, Frankreich; † 1944 in Brüssel) war ein belgischer Sportschütze.

## Erfolge
Henri Quersin nahm an den Olympischen Spielen 1920 in Antwerpen und 1924 in Paris im Trap teil. Den Mannschaftswettbewerb schloss er 1920 mit der belgischen Mannschaft auf dem zweiten Rang ab, mit 503 Punkten hatten die Belgier 44 Punkte Rückstand auf die erstplatzierten US-Amerikaner. Neben Quersin gehörten noch Albert Bosquet, Joseph Cogels, Émile Dupont, Edouard Fesinger und Louis Van Tilt zum Team. Den Einzelwettkampf beendete er auf dem siebten Platz. 1924 verpasste er mit der Mannschaft als Vierter einen weiteren Medaillengewinn. Mit 61 Jahren war er bei den Spielen in Paris der älteste Teilnehmer.
Quersin war Rechtsanwalt.